# Брітені Жоассен
Брітені Жоассен (29 грудня 1999) — гаїтянська плавчиня. Учасниця Чемпіонату світу з водних видів спорту 2017, де в попередніх запливах на дистанції 50 метрів на спині посіла 57-ме місце і не потрапила до півфіналів.